# علقمة الفحل
عَلْقَمَة بْنُ عَبَدَةَ بْنِ النُعمان بْن نَاشِرَةَ بْنِ قَيْسٍ التميميالمعروف بِعْلَقْمَةَ اَلْفَحْلِ (توفي نحو 561م) شاعر جاهلي من الطبقة الأولى من نجد وساداتها المشهورين عاصر امرَأ القيس، وله معه مساجلات. أسر الحارث بن أبي شمر الغساني أخا له اسمه شأس فشفع به علقمة ومدح الحارث بأبيات، فأطلقه. له ديوان شعر شرحه الأعلم الشنتمري.
شب وترعرع في نجد وكان للبيئة أثرها في الشاعر فأرهفت حسه وصقلت خياله وجلت قريحته، وألهمته الشعر الرصين الرائع الديباجة، الفخم الأسلوب الذي يمتلك المشاعر ويستلب الحواس الحقيق بأن يلقب صاحبه بالفحل
معروف بُعْلَقْمَة اَلْفَحْلَ وهو من بني تميم في نجد ويؤكد ذلك قوله:
لقب بالفحل لتفوقه على امرئ القيس الكندي امير شعراء الجاهلية في قصة معروفة تحاكما فيها إلى ام جندب زوج امرئ القيس أنشد فيها امرؤ القيس قصيدته في وصف فرسه والتي مطلعها: 
إلى أن بلغ قوله:
فاندفع علقمة منشدًا قصيدة مطلعها:
إلى قوله:
فكان حكمها لصالح علقمة على أن امرأ القيس أجهد فرسه بالضرب والزجر في حين أن وصف علقمة جاء أنه امتطاه وهو تارك عنان فرسه مما أثار نفس امرئ القيس فطلقها فتزوجها علقمة فسمي علقمة الفحل. فيقول الراوي أبو عمرو بن العلاء أن علقمة بن عبدة أعلم أهل زمانه بالنساء في قوله:
عاش علقمة عيشة مترفة فها هو يقول في كلام حماسي:
قيل: إنه عاش حتى أدرك الإسلام لكنه لم يسلم عقب ذكرين هما علي وخالد وكانا امتدادا لأبيهما في مسرى القريض.

## مفضلية علقمة الفحل
لعلقمة قصيدة غاية في الروعة رواها كل من الأصمعي في كتابه أشعار الشعراء الستة الجاهليين ورواها  المفضل الضبي في المفضليات والقصيدة تتألف من أكثر من أربعين بيتا ابتدأها بقوله:
وهذه القصيدة من أفضل وأشهر قصائده.

## مناقب علقمه
اجتمع الزبرقان بن بدر وعمرو بن الأهتم والمخبل السعدي وعلقمة الفحل قبل أن يسلموا وبعد مبعث النبي صلى الله عليه وسلم، فنحروا جزوراً واشتروا خمراً ببعير، وجلسوا يشوون ويأكلون، فقال أحدهم وقد لعبت برأسه سورة الحميا: لو أن قوماً طاروا من جودة أشعارهم لطرنا. وقال كل منهم لصاحبه أنا أشعر منك، ثم تحاكموا إلى أول من يطلع عليهم. ومن غرائب المصادفات أن يكون أول طالع حكم العرب وقاضيها الحصيف الرأي "ربيعة بن حذار الأسدي". ولما طلع رحبوا به وقالوا له: أخبرنا أينا أشعر؟ قال أخاف أن تغضبوا. فأمنوه من ذلك. فقال: أما أنت يا زبرقان فإن شعرك كلحم لا أنضج فيؤكل؛ ولا ترك نيئاً فينتفع به. وأما أنت يا عمرو فإن شعرك كبرد حبرة يتلألأ فيه البصر فكلما أعدته نقص. وأما أنت يا مخبل فشعرك شهب من نار الله يلقيها على من يشاء. وأما أنت يا علقمة فإن شعرك كمزادة قد أحكم خرزها فليس يقطر منها شيء. 
وقال أبو عبد الله بن سلام الجمحي المتوفي عام ٢٣١هــ في كتابه طبقات الشعراء لابن عبدة ثلاث روائع جياد لا يفوقهن شعر: الأولى "طحا بك قلب في الحسان طروب" والثانية "ذهبت من الهجران غير مذهب" ، والثالثة "هل ما علمت وما استودعت مكتوم" . وقد شارك ابن سلام في رأيه هذا ابن رشيق القيرواني في كتابه "العمدة" . 
وقال ابن سعيد المغربي (٦١٠-٦٩٣ هـ) في كتابه "عنوان المرقصات والمطربات" "معاني الغوص في شعر علقمة معدومة، وأقرب ما وقع له قوله:" 
أوردتها وصدور العبس مسنفة ... والصبح بالكوكب الدري منحور
يشير إلى أن كوكب الصبح مثل سنان الحربة طعن به فسال منه دم الشفق وإذا تبين هذا المعنى كان من المرقصات.. وقوله:  
يحملن أترجة نضح العبير بها ... كأن تطيابها في الأنف مشموم
يشير إلى أن ما نال هذه المرأة من مضض السير واصفرار لونها كالأترجة وأنها كلما تحركت تزيد طيباً! ومنه أخذ ابن الرمى وغيره تشبيه المرأة بالروضة لطيب ثغرها "."وقال أبو عمرو بن العلاء (٦٨-١٥٤ هـ) أعلم الناس بالنساء علقمة بن عبدة حيث يقول:  
فإن تسألوني بالنساء فإنني ... بصير بأدواء النساء طبيب         إذا شاب رأس المرء أو قل ماله ... فليس له من ودهن نصيب                                                                                  يردن ثراء المال حيث علمنه ... وشرخ الشباب عندهن عجيب
وكانت العرب - كما يقول حماد الراوية - تعرض أشعارها على قريش، فما قبلوا منها كان مقبولاً، وما ردوا منها كان مردوداً، فقدم علقمة بن عبدة فأنشدهم قصيدته التي أولها: 
هل ما علمت وما استودعت مكتوم؟ ... أم حبلها إذ نأتك اليوم مصروم
فقالوا: هذا سمط الدهر.. ثم عاد إليهم في العام المقبل فأنشدهم درته التي مطلعها "طحابك" فقالوا: هاتان سمطا الدهروقد عمر علقمة طويلاً، وتوفي عام ٥٦١، ويروي بعض الباحثين أنه عمر بعد ذلك طويلاً وتوفي ٢٦٥؛ وله أبناء شعراء منهم خالد، وعلي، ولعلي ابن شاعر اسمه عبد الرحمن.